# Покрајина Бадахоз
Покрајина Бадахоз (шп. Provincia de Badajoz) је покрајина Шпаније у аутономној заједници Екстремадура. Главни град је Бадахоз.